# NK Podravac Sopje
Nogometni klub Podravac Sopje nogometni je klub iz općine Sopje, Virovitičko-podravska županija. Trenutačno se natječe u 1. ŽNL Virovitičko-podravska.

## Vanjske poveznice
- znsvpz.hr, Sopje